# Museum im Koffer

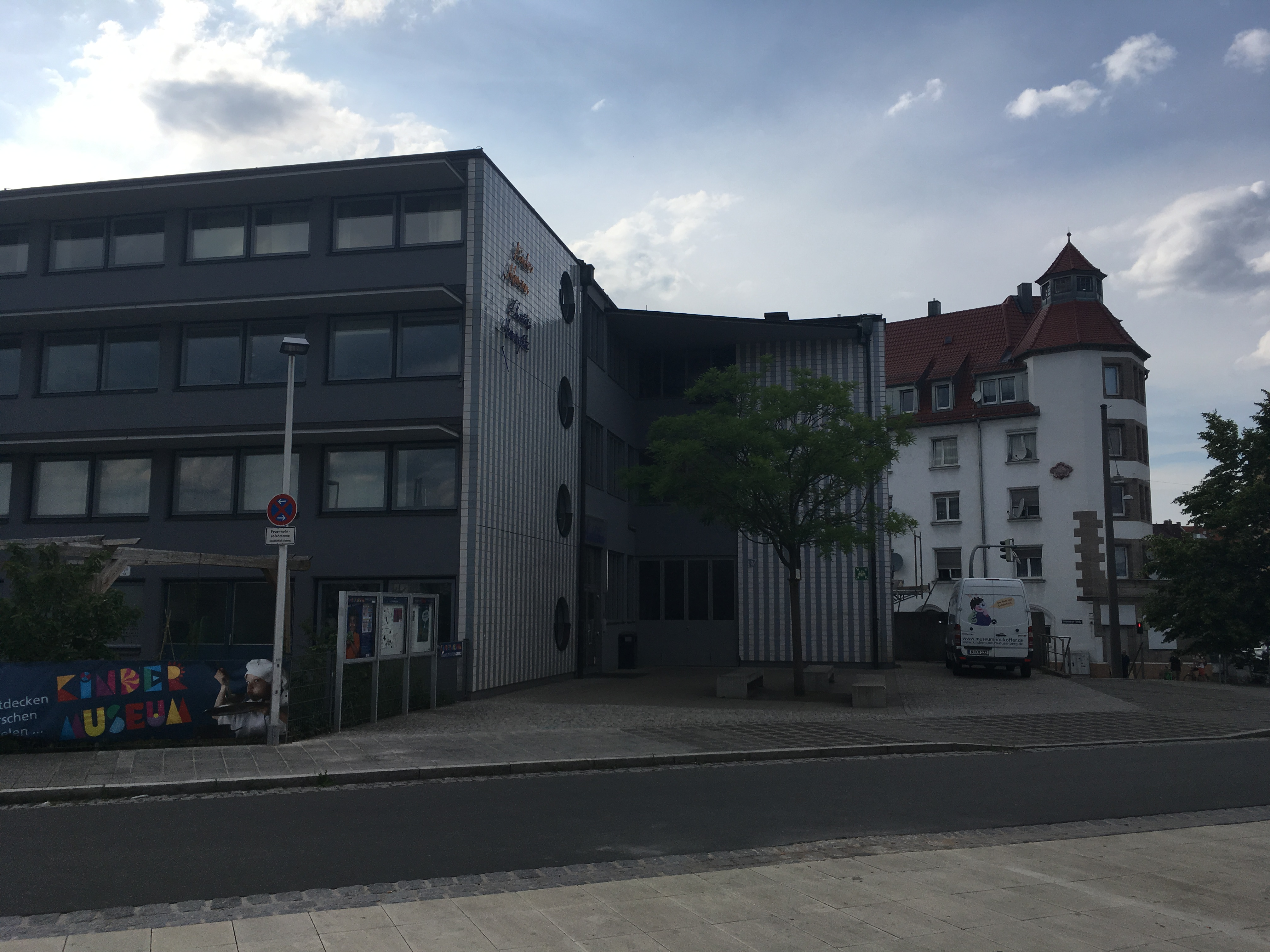
Im Hauptsitz des Museum im Koffer befindet sich auch das Kindermuseum Nürnberg und das Theater Mummpitz.

Das Museum im Koffer in Nürnberg wurde 1980 als erstes mobiles Kindermuseum Deutschlands gegründet. Es betreibt zusätzlich seit 2001 das Kinder- und Jugendmuseum Nürnberg.
Das Museum im Koffer ist ein Vorreiter der Kindermuseumsbewegung in Deutschland. In Kindermuseen darf (fast) alles angefasst und ausprobiert werden. Die natürliche Neugier der Kinder fördert die Lust und den Spaß bei der Arbeit und sie lernen gerne und freiwillig. Themen stammen aus der Geschichte, Natur, Technik oder dem Leben in anderen Ländern.

## Geschichte
Das Nürnberger Museum im Koffer e. V. wurde 1980 von der Kunstpädagogin Kristine Popp gegründet, die von Anfang an eine Sammlung, zum größten Teil aus privaten Mitteln finanziert, anlegte. Frau Popp verknüpfte ihre Sammelleidenschaft mit ihren pädagogischen Interessen. Unter den Aspekten der „Learning by Doing“ Prinzipien der angloamerikanischen Vorbilder strukturierte sie die Inhalte und Themen und begann mit „Urgroßmutters Waschtag“ auf Tour zu gehen. Seitdem kam Jahr für Jahr ein weiteres Thema dazu. Bis heute ist das Museum im Koffer mit zwei Bussen unterwegs. Als dem Museum im Koffer 2001 gelang, ein festes Haus einzurichten, kamen zu den historischen und interkulturellen Themen noch die Naturwissenschaften hinzu. Das unter Denkmalschutz gestellte Bauwerk von Theo Kief wurde 2001 vom Nürnberger Architekturbüro Niederwöhrmeier + Kief umgebaut. Der zweite Stock des Kinder- und Jugendmuseums wurde unter dem Ausstellungstitel: „Schatzkammer Erde“ zu einer Umweltlernstation ausgebaut.

## Themen
Die Wanderausstellungen:
- Ur- und Frühgeschichte: Reise in die Steinzeit
- Antike: Das Leben der Kelten, Auf nach Rom!
- Mittelalter: Schreibwerkstatt, Papierwerkstatt, Gutenbergs Druckwerkstatt
- Technik: Raumfahrt
- Andere Länder und Kulturen: Reise in ein anatolisches Dorf, Reise in ein Dorf im Senegal, Ein Tag im Leben der Plains-Indianer, Indonesien, Esskulturen
- Kulturgeschichte: Kakao und Schokolade
- Naturwissen: Subtropia, Seifenblasen

## Ausstellungen
Alltag der Urgroßeltern
Der Waschtag wurde mit „Urgroßmutters Küche“, „Uropas Kaufladen“ und „Uropas Bäckerei“ komplettiert. Der ganze Themenkomplex wurde zu „Alltag der Urgroßeltern“ als Dauerausstellung im Kinder- und Jugendmuseum eingerichtet. Der Grund für diese Auswahl lag nicht nur in der problemlosen Beschaffbarkeit der Objekte, sondern vor allem darin, dass die Zeitzeugen für die Kinder noch erreichbar sind und damit ein direkter und lebendiger Zugang zur jüngeren Geschichte ermöglicht wird. Dabei spielt eine ebenso große Rolle, dass verloren gegangene Fertigkeiten erprobt werden können und der Vergleich von gestern zu heute gezogen werden kann.
Schatzkammer Erde
Ein weiterer Anziehungspunkt im Kinder- und Jugendmuseum ist die Dauerausstellung „Schatzkammer Erde“, die naturwissenschaftliche und technische Inhalte komprimiert und miteinander verknüpft.
Ökologisches Basiswissen soll Kindern und Erwachsenen dazu dienen, eine Hilfestellung für umweltfreundliches Handeln im Alltag zu erhalten. Komplexe ökologische Grundprinzipien wie Vielfalt, Vernetzung und Kreislauf werden in überschaubaren Schritten vermittelt. Ein kindgerechtes Forscherlabor zum Beobachten und Experimentieren, Terrarien und Gewächshäuser mit Tieren und Pflanzen, große, begehbare Modelle und mannigfaltiges Anschauungsmaterial bieten eine Fülle an Erfahrungen zu verschiedenen Naturphänomenen.

## Auszeichnungen
Das Museum im Koffer/Kinder- und Jugendmuseum Nürnberg bekam etliche regionale und überregionale Auszeichnungen, z. B. 1999 den Kinderkulturpreis des Kinderhilfswerks, wurde mit dem Projekt Subtropia als Dekadeprojekt der UNESCO ausgezeichnet und ist seit 2012 vom Freistaat Bayern geförderte Umweltstation.